# Aleksandar Mitreski
Aleksandar Mitreski (in macedone Александар Митрески?; Ohrid, 5 agosto 1980) è un ex calciatore macedone, di ruolo difensore.